# Jozef Šalamon
Jozef Šalamon (28. ledna 1933 Trebišov – 8. ledna 2022 tamtéž) byl slovenský fotbalista, který začínal jako útočník a později nastupoval jako obránce. Po skončení hráčské kariéry působil jako trenér a činovník (funkcionář). Žil v Trebišově.

## Hráčská kariéra
V československé lize hrál za Sokol NV Bratislava (dobový název Slovanu) a Iskru/Dynamo Žilina, aniž by skóroval. Debutoval v neděli 16. března 1952 v Bratislavě v zápase Sokol NV Bratislava – Kovosmalt Trnava (nerozhodně 0:0). Pár minut před koncem vystřídal na pravé spojce Vlastimila Hlavatého.
Začínal ve svém rodišti, byl prvním hráčem pocházejícím z Trebišova, který hrál I. ligu a řadí se k největším osobnostem v historii trebišovské kopané. Působil také v Nižné Myšľe.
Trénovali jej mj. Karol Bučko, Arpád Regecký, Rudolf Zibrínyi, Jozef Molnár, Jozef Karel a Jozef Kertész.

### Prvoligová bilance
| Ročník         | Zápasy | Góly | Minuty | Klub                |
| -------------- | ------ | ---- | ------ | ------------------- |
| I. liga 1952   | 1      | 0    | –      | Sokol NV Bratislava |
| I. liga 1955   | 4      | 0    | 360    | Iskra Žilina        |
| I. liga 1956   | 3      | 0    | 270    | Dynamo Žilina       |
| CELKEM I. LIGA | 8      | 0    | –      |                     |

## Trenérská kariéra
V sezoně 1965/66 trénoval druholigový Slavoj Trebišov, který převzal po odchodu Rudolfa Zibrínyiho.

## Funkcionářská kariéra
Po návratu z angažmá v Žilině se stal v Trebišově předsedou Okresního výboru tělovýchovy a sportu. V této organizaci setrval 47 let až do 30. června 2002. V polovině 80. let byl delegátem SFZ. Byl činný také v rámci Slovenského svazu tělesné kultury a na oblastním fotbalovém svazu.